# FC Tschinvali
FC Tschinvali (Georgisch: სპარტაკი ცხინვალი) was een Georgische voetbalclub uit Tbilisi, die oorspronkelijk afkomstig was uit de Zuid-Osseetse hoofdstad Tschinvali.
De club werd in 1936 opgericht en speelde het langst als Spartaki Tschinvali. Tussen 1990 en 2003 was de naam Liahkvi Tschinvali en daarna tot 2007 als FK Tschinvali (Georgisch: სპარტაკი ცხინვალი) en speelde de club in Gori. In 2005 werd de club 7de in de 2de klasse maar kon toch promoveren omdat de club van 10 clubs werd uitgebreid naar 18 clubs. In de hoogste klasse werd de club 3de laatste en kon net het behoud verzekeren. De club trok zich terug voor het seizoen 2006/07 omdat het niet langer op overheidssteun kon rekenen.
De club werd in 2007 heropgericht als Spartaki Tschinvali in Tbilisi en speelde sindsdien in de Erovnuli Liga, het hoogste niveau in Georgië. In 2012 degradeerde de club naar de Erovnuli Liga 2. In het seizoen 2014/15 speelde de club weer op het hoogste niveau en plaatste zich direct voor de UEFA Europa League 2015/16. In januari 2015 werd de naam FC Tschinvali. In 2016 degradeerde de club. Anno 2017 speelt de club op een bijveld van het Micheil Meschistadion. In 2019 degradeerde FC Tschinvali. De club werd vanwege financiële problemen geschorst door de Georgische voetbalbond en komt sinds januari 2020 niet meer in competitieverband uit.

## Eindklasseringen (grafiek) vanaf 1996
| 12 |

| 3 |

| ? |

| 2 |

| 1 |

| 5 |

| 6 |

| 6 |

| 9 |

| 7 |

| 14 |

| T |

| 11 |

| 10 |

| 5 |

| 9 |

| 10 |

| 1 |

| 10 |

| 4 |

| 7 |

| 7 |

| 7 |

| 9 |

| 10 |

| G |

| G |

| Erovnuli Liga | Erovnuli Liga 2 | Liga 3 (Georgië) |

## In Europa
#Q = #kwalificatieronde, T/U = Thuis/Uit, W = Wedstrijd, PUC = punten UEFA-coëfficiënten .
Uitslagen vanuit gezichtspunt FC Tschinvali
| Seizoen                                                    | Competitie    | Ronde | Land              | Club        | Totaalscore | 1e W    | 2e W    | PUC |
| ---------------------------------------------------------- | ------------- | ----- | ----------------- | ----------- | ----------- | ------- | ------- | --- |
| 2015/16                                                    | Europa League | 1Q    | Vlag van Roemenië | FC Botoșani | 2-4         | 1-1 (U) | 1-3 (T) | 0.5 |
| Totaal aantal behaalde punten voor UEFA-coëfficiënten: 0.5 |               |       |                   |             |             |         |         |     |